# Zacharias Ursinus

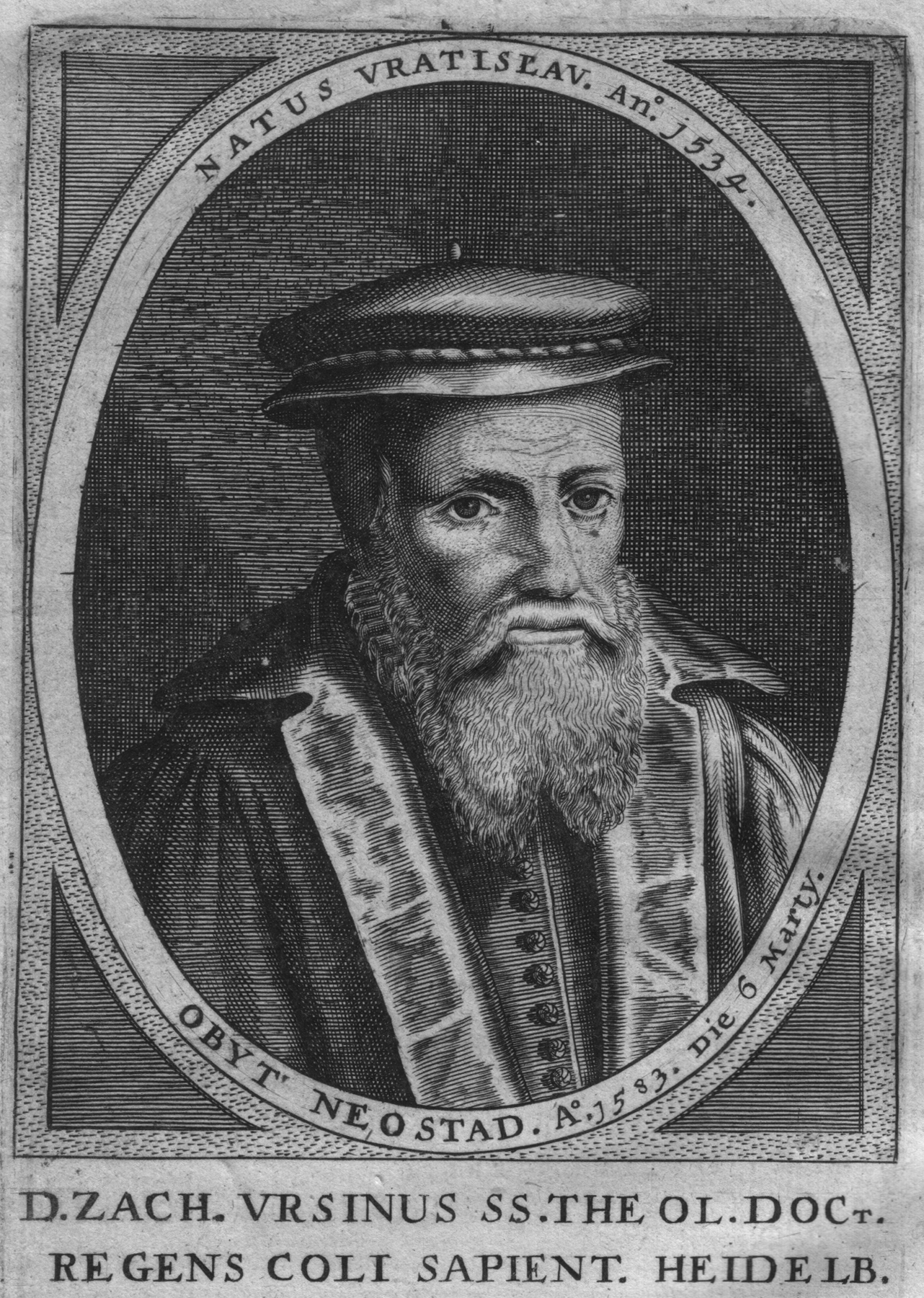
Zacharias Ursinus

Zacharias Ursinus (* 18. Juli 1534 in Breslau, Fürstentum Breslau; † 6. März 1583 in Neustadt, heute Neustadt an der Weinstraße), geboren als Zacharias Baer, war ein reformierter Theologe, Reformator, Hochschullehrer in Heidelberg und Neustadt an der Weinstraße und Verfasser des Heidelberger Katechismus.

## Ausbildung
Zacharias’ Vater Kaspar Ursinus, Sohn des in Wiener Neustadt ansässigen Konrad Beer und Neffe des kaiserlichen Orators Caspar Ursinus Velius, war nach dem Studium in Wien 1528 nach Breslau gekommen, wo er als Erzieher, dann als Prediger tätig war und die Patriziertochter Anna Rothe heiratete. Der Vater war einer Gepflogenheit seiner Zeit gefolgt und hatte wie der Onkel seinen Namen latinisiert.
In seiner Breslauer Kindheit und Jugendzeit besuchte Zacharias Ursinus die Elisabethschule und wurde theologisch beeinflusst von Ambrosius Moibanus. Nach dem 30. April 1550 studierte Ursinus an der Universität Wittenberg, wo er vor Philipp Melanchthon erfolgreich eine Prüfung abgelegt hatte und sich dann ihm auch theologisch anschloss. Der Arzt Crato von Craftheim übernahm die Kosten des Studiums und des Unterhalts. Im August 1557 durfte er mit Melanchton zum Wormser Religionsgespräch gehen. Danach folgte eine Studienreise mit der Empfehlung Melanchtons, die ihn nach Heidelberg, Straßburg, Basel, Lausanne, Genf zu Johannes Calvin sowie nach Paris, Zürich, Tübingen, Ulm und Nürnberg führte. Im September 1558 kam er wieder in Wittenberg an, und er war zunächst in seiner Vaterstadt Breslau als Lehrer an der Elisabethschule tätig. Nach Auseinandersetzungen mit dortigen Lutheranern über das Abendmahl kehrte er am 3. Oktober 1560 ins reformierte Zürich zurück, wo er eng mit Peter Martyr Vermigli und Heinrich Bullinger zusammenarbeitete.

## Lehrtätigkeit

### Universität Heidelberg

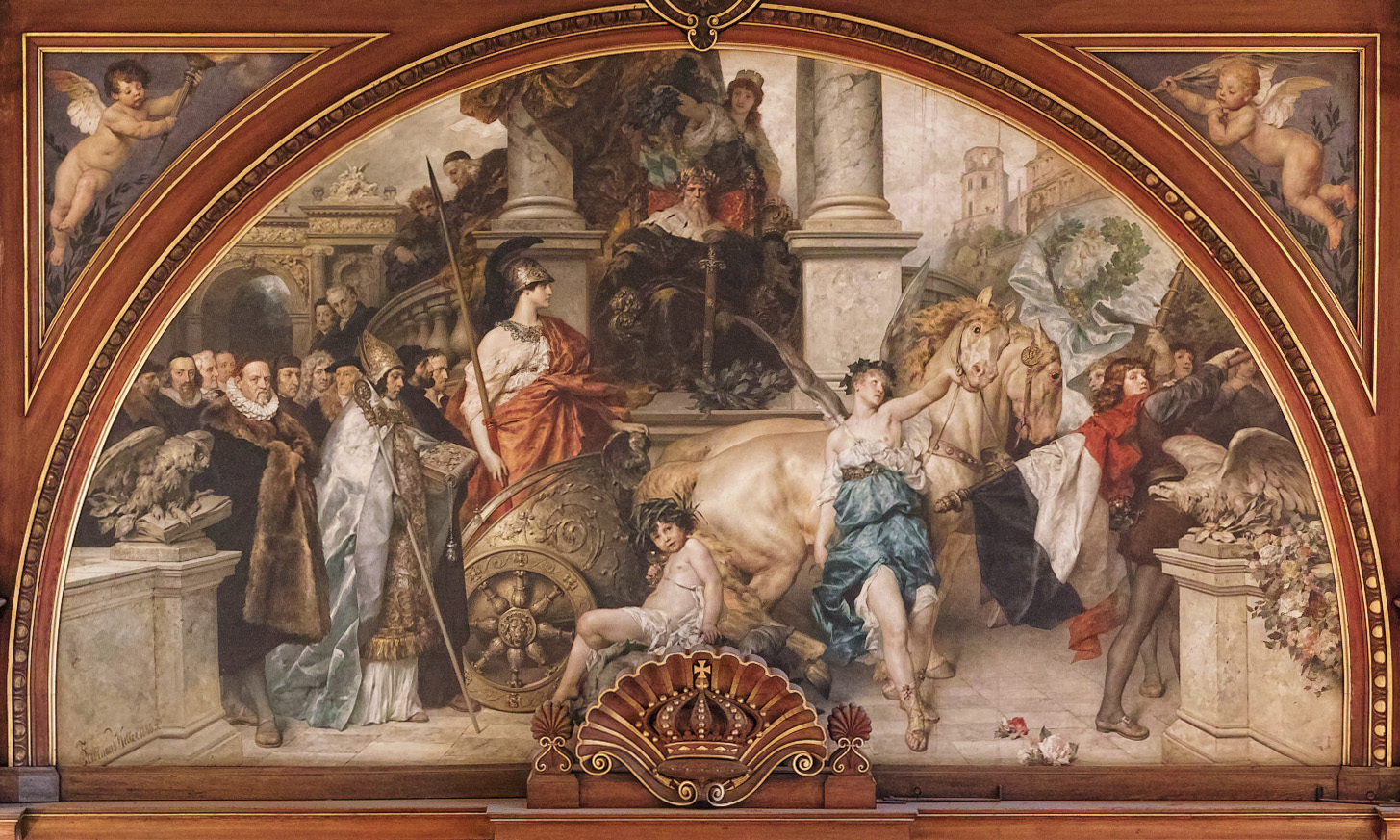
Ursinus als zweite Person von links auf einem Gemälde von Ferdinand Keller (1886) in der Universität Heidelberg

Auf Empfehlung der Zürcher reformierten Theologen berief Kurfürst Friedrich III., der sich für das reformierte Bekenntnis entschieden hatte, Ursinus 1561 an die Universität Heidelberg, wo er am 9. September ankam. Im Jahr darauf wurde er am 25. August zum Doktor der Theologie promoviert. Er konnte sofort die Leitung des Collegium Sapientiae übernehmen, und er lehrte 15 Jahre lang an der theologischen Fakultät, wo er bis 1568 die Professur für Dogmatik innehatte. Petrus Boquinus und Immanuel Tremellius waren seine reformierten Kollegen an der Fakultät, Hieronymus Zanchius wurde 1568 sein Nachfolger als Dogmatiker. Im Auftrag des Kurfürsten 1562 entwarf er Vorlagen für den pfälzischen Heidelberger Katechismus von 1563, der im Januar unter dem Namen Katechismus oder christlicher Unterricht, wie der in Kirchen und Schulen der churfürstlichen Pfalz getrieben wird fertiggestellt wurde und die wohl bedeutendste Bekenntnisschrift der reformierten Kirche in Deutschland geworden ist. In mehreren Schriften verteidigte er die reformierte Theologie der Kurpfalz gegen die Argumentation der Lutheraner. An den Maulbronner Religionsgesprächen vom 10. bis 15. April 1564 trat er widerwillig mit Caspar Olevian gegen den lutherischen Theologen Jakob Andreae an, weil sein Charakter eher schüchtern und friedfertig war. 1566 war an ähnlichen Gesprächen in Amberg anwesend, nahm jedoch an den eigentlichen Verhandlungen nicht teil.
Im Mai 1568 forderte Ursinus mit einer Denkschrift an den Kurfürsten, die auch von Olevian unterstützt wurde, die Einführung einer Kirchendisziplin gegen die vorherrschende Zügellosigkeit. Zusätzlich durch das Auftreten des Antitrinitariers Adam Neuser in Heidelberg und des Schulinspektors Johannes Sylvanus in Ladenburg sah sich der Kurfürst veranlasst, am 13. Juli 1570 Presbyterien und Kirchenzucht einzurichten. Neuser konnte vor der Verhaftung fliehen, jedoch wurde Sylvanus am 23. Dezember 1572 als Gotteslästerer in Heidelberg enthauptet. Ursinus hatte zuvor ein Gutachten der Heidelberger Theologen, die die Todesstrafe für Gotteslästerung forderten, mitunterzeichnet, was den schwankenden Kurfürsten in seinem Entschluss bestärkt haben könnte.
Am Collegium Sapientiae legte er fortlaufend den Heidelberger Katechismus für die ungefähr siebzig angehenden Theologen aus. Aus Mitschriften dieser Vorlesungen stellten Studenten ab 1584 einen Katechismuskommentar zusammen, der in verschiedenen Sprachen erschien und vor allem in den Niederlanden unter dem Titel „Schat-boeck der verklaringen over den Nederlandschen catechismus“ (Schatzbuch der Erläuterungen zum Niederländischen Katechismus) Wirkung entfaltete.

### Casimirianum Neustadt

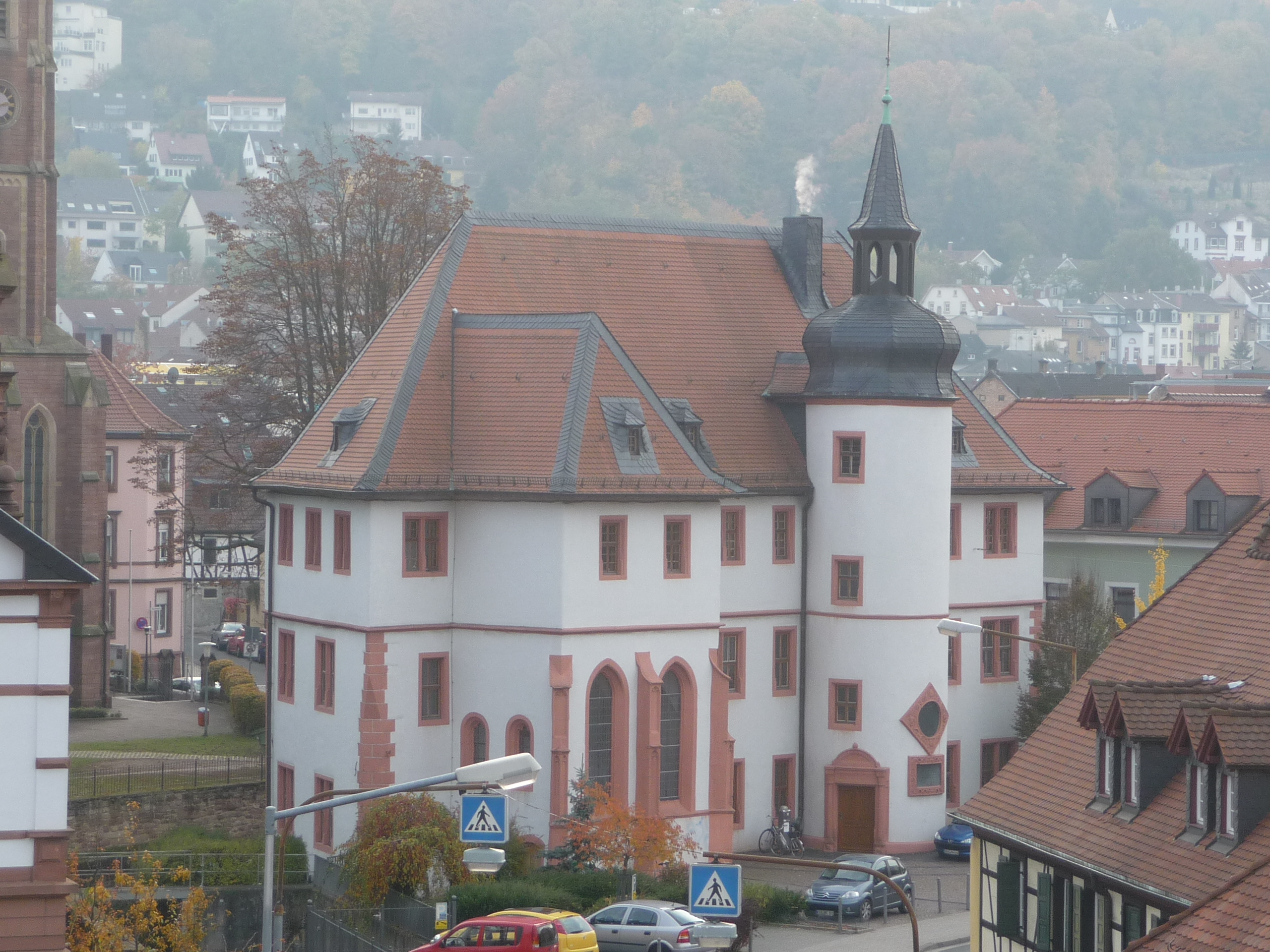
Lehrtätigkeit am Casimirianum Neustadt

Nach dem Tode Friedrichs III. im Jahr 1576 verlangte dessen Sohn und Nachfolger Ludwig VI. von den Theologen und Predigern der Kurpfalz, dem reformierten Bekenntnis abzuschwören und die Konkordienformel zu Gunsten des Luthertums zu unterschreiben. Weil Ursinus sich weigerte, musste er die Universität Heidelberg verlassen. Insgesamt verließen etwa 600 reformierte Prediger und Lehrer die Pfalz. Am Casimirianum in Neustadt fand er eine neue Lehrstätte. Er eröffnete seine Tätigkeit am 26. April 1578 mit einer Vorlesung über den Propheten Jesaja. In Neustadt schrieb er auch sein letztes größeres Werk, die Admonitio Christiana. Das bei Guilielmus Antonius (Wilhelm Antonius) 1598 in Hanau verlegte Buch versteht sich als scharfe Widerlegung der Konkordienformel.

## Bedeutung

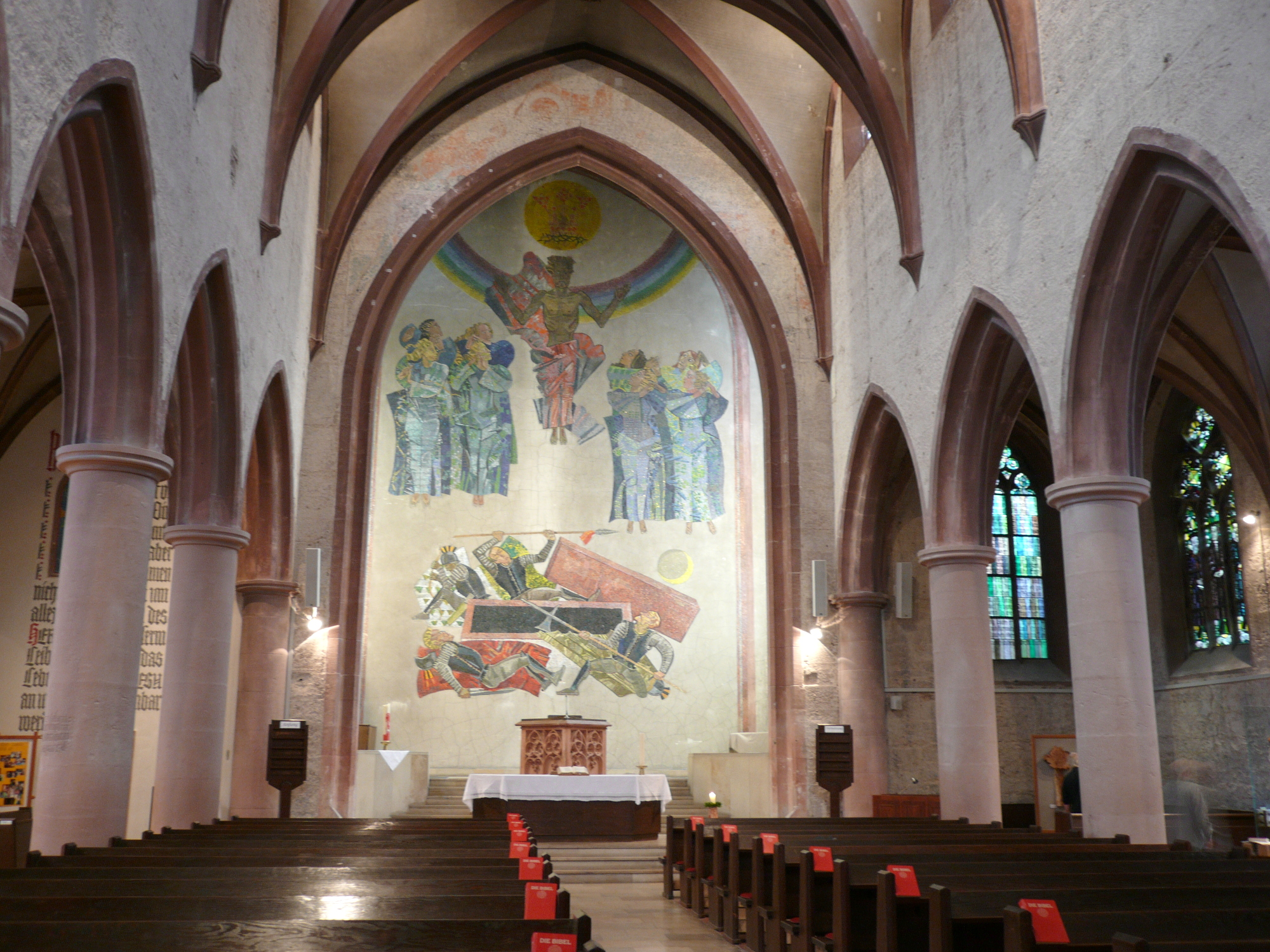
Grab in der Stiftskirche Neustadt (hier der protestantische Teil)

Aus der Reihe der theologischen Gelehrten, die am Casimirianum tätig waren, ragt Ursinus besonders heraus, und hauptsächlich ihm verdankt das Casimirianum seine damalige Berühmtheit. Sein Heidelberger Katechismus gehört heute noch zu den bedeutendsten protestantischen Bekenntnisschriften. Der Theologe verstarb 1583 im Alter von nur 48 Jahren und wurde in der Neustadter Stiftskirche beigesetzt. In deren Geläut ist ihm die Zeichenglocke gewidmet.

## Familie
Auf Anraten seiner Freunde heiratete Ursinus im Sommer 1574 Margaretha Trautwein. Sie hatten einen Sohn namens Johannes.

## Schriften (Auswahl)
- Ad clarissimum virum... Quirinum Schlaher, senatorem Schemnicensem... eidyllion, Wittenberg 1552.
- Theses de sacramentis, Breslau 1559.
- Gründlicher Bericht vom heiligen Abendmahle, Heidelberg 1564.
- Catechesis religions christianae, Michael Schirat, Heidelberg 1570, Neustadt 1585, Christoph Rab, Herborn 1594 und J. Janssonius, Amsterdam 1652.
- Admonitio christiana, 1581 und Guilielmus Antonius, Hanau 1598 (deutsch: Christliche Erinnerung vom Concordienbuch).
- Der Augspurgischen Confession und Apologia, Harnisch 1582 und 1583.
- Briefe des Heidelberger Theologen Zacharias Ursinus (1534–1583), herausgegeben von Gustav Adolf Benrath, in: Heidelberger Jahrbücher. Band 8, 1964, S. 93–141. (Briefe in lateinischem Original, mit kurzen Inhaltsbeschreibungen des Herausgebers).
- Bedencken Ob P. Rami Dialectica und Rhetorica in die Schulen einzuführen, Roß, Magdeburg 1586.